# Château de Tournebu
Le château de Tournebu est un ancien château fort, du XIIe siècle, dont les vestiges se dressent, dans le Cinglais, sur le territoire de l'ancienne commune française de Tournebu, dans le département du Calvados en région Normandie.
Les restes du château, propriété privée non ouverte à la visite, sont inscrits au titre des monuments historiques.

## Localisation
Les vestiges du château, dont il ne reste qu'un donjon au fond d'une cour de ferme, sont situés à 280 mètres au nord-ouest de l'église Saint-Hilaire de Tournebu, au sein de la commune nouvelle de Cesny-les-Sources, dans le département français du Calvados.

## Historique
Le château de Tournebu est construit au XIIe siècle par les premiers barons de Tournebu, dont des membres prirent une part active aux luttes franco-anglaises des XIVe et XVe siècles.
Il passe en 1452 par héritage dans la famille de Thère, puis dans différentes familles, avant d'être racheté en 1701 à Frédéric-Charles Rhingrave de Salm par Pierre de Tournebu, seigneur de Livet. En 1806, Il est légué par Marie-Pierre de Tournebu (dernière de sa branche, née en 1725, et décédée en 1810 sans postérité de ses deux mariages) à son petit-neveu par les Tournebu, Jean Jacques Luc Edmond de Foucault (1764-1846). Sa descendance conserva le château jusqu'en 2012.

## Description
Le donjon cylindrique, haut de trois étages, est le dernier vestige du château qui fut détruit après la Révolution. Construit au XIIe siècle sur une motte plus ancienne, il est au XVIe siècle coiffé d'un toit.
À la fin du XVIe ou au début du XVIIe siècle, le château est transformé en fortification moderne avec l'enfermement du donjon dans un fortin enterré, selon un plan en étoile, dont chaque branche était un grand bastion. L'intérieur est refait ainsi que son couronnement crénelé cantonné de quatre échauguettes et d'une guette. Des souterrains sont alors créés pour relier les bastions à la tour. La cave creusée sous la tour et les fossés datent de cette époque. C'est cette même cave qui a déstabilisé le sol et fragilisé le bâtiment, à la suite de l'effondrement de l'escalier.
D'une hauteur de 21 mètres et d'un diamètre de 12 mètres, s'il révèle un mode de construction unique en Normandie, il n'en conserve plus aujourd'hui que le gros œuvre, la répartition des étages, le puits et les latrines ainsi que de belles cheminées de style Louis XIII. L'intérieur ne datant lui qu'essentiellement des XVe et XVIIe siècles, date de son remaniement. Il sera partiellement détruit après la Révolution pour servir de carrière à son propriétaire.
Il est de forme quadrangulaire à l'intérieur et circulaire à l'extérieur. Des rangées de pierre rectangulaire en gros appareil séparent les trois niveaux du donjon, formant ainsi des cerclages autour du mur. Le mode de construction dit unique de la tour, est visible en façade où sept ou huit tâcherons ont laissé des marques : des signes ont en effet été gravés par les tailleurs de pierres avant la pose, comme des signatures de leur travail sous la forme de figures géométriques simples (croix, traits, triangle) ou des lettres de l'alphabet.

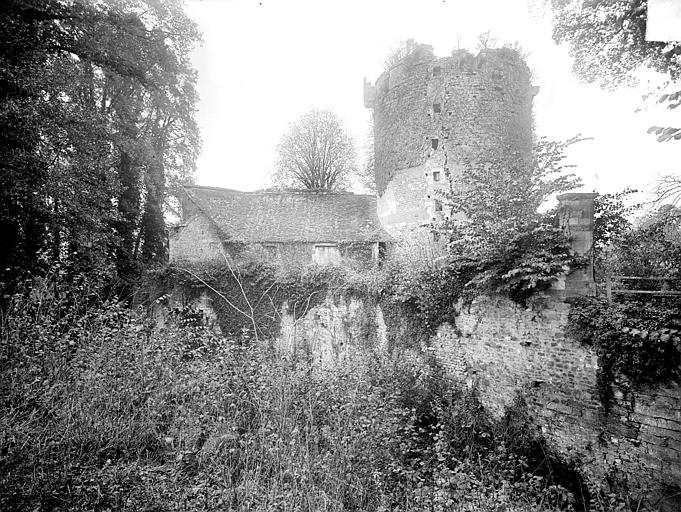
Le donjon de Tournebu au début du XXe siècle.
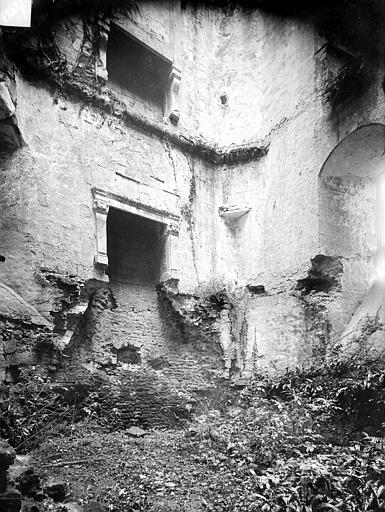
Vue intérieure à la même époque.
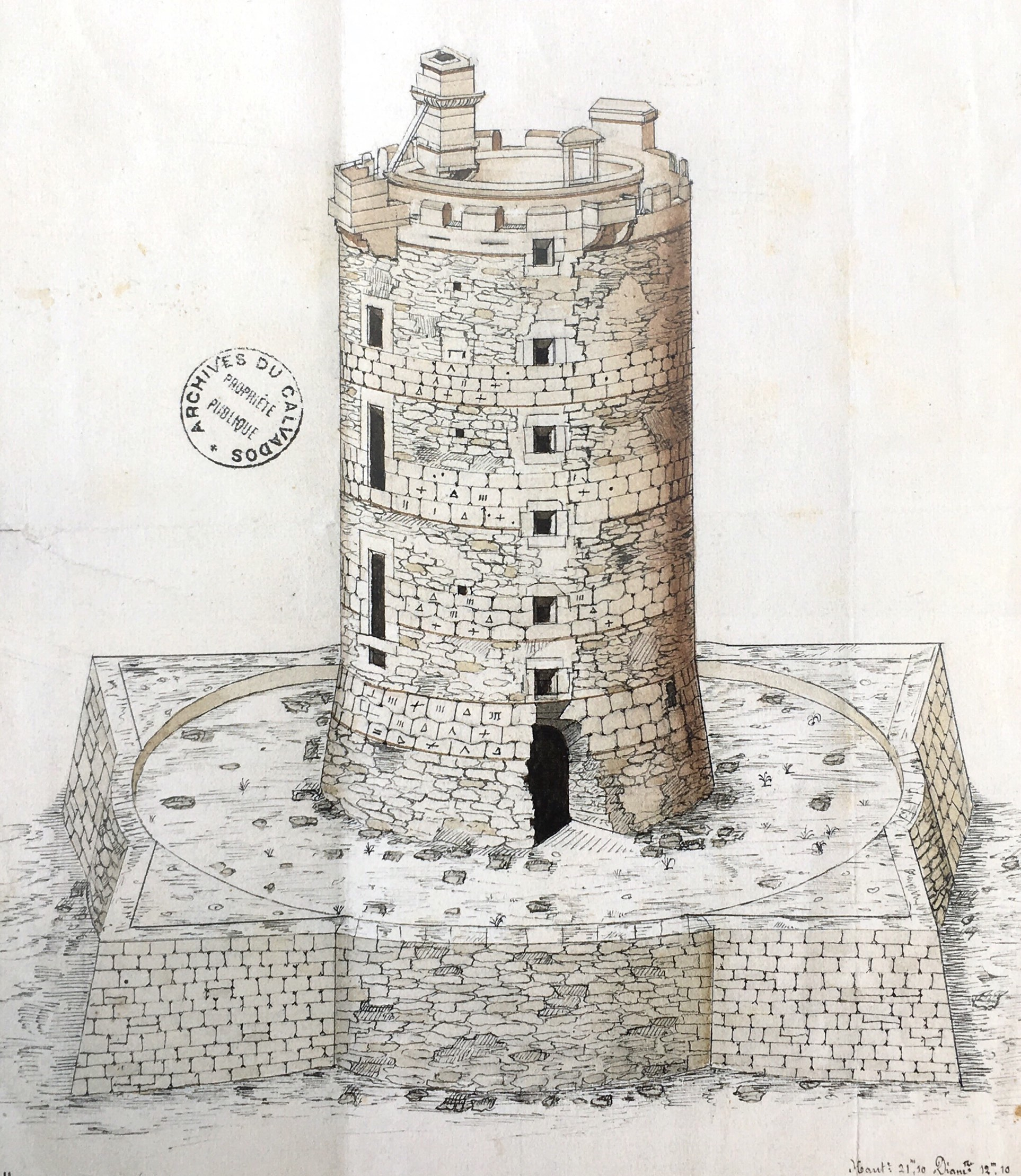
Gravure ancienne.

## Protection
Les restes du château sont inscrits au titre des monuments historiques par arrêté du 21 juin 1927.